# Neuroblastoma
El neuroblastoma (NB) és un dels càncers més comuns en els nens i representa la meitat de totes les neoplàsies malignes dels nadons. El patòleg estatunidenc James Homer Wright (1869-1928), va anomenar-lo per primera vegada amb aquest nom l'any 1910.
Els neuroblastomes, els ganglionenuromes, els ganglioneuroblastomes i les seves variants histològiques són tumors embrionaris del sistema nerviós simpàtic i es classifiquen col·lectivament sota la denominació de tumors neuroblàstics.

## Causa
S'origina a partir de cel·lules indiferenciades de la cresta neural i és la neoplàsia més important de les derivades d'aquesta estructura embriològica. Es desconeixen les causes per les quals es forma aquest tipus de càncer, tot i que en el decurs dels darrers anys s'han aconseguit notables avenços en la comprensió de la seva genètica molecular. Segons alguns investigadors, fenòmens locals o sistèmics d'hipòxia esdevinguts durant el procés de formació de la cresta neural podrien estar implicats en l'origen dels NBs, alterant a més el fenotip i l'expressió gènica del tumor. Se sap també que la deleció de certes regions dels cromosomes 1 i 11 té a veure amb el procés de carcinogènesi i influeix a més sobre la velocitat de progressió d'aquest càncer. Entre els oncògens del neuroblastoma i altres tumors neuroblàstics figuren MYCN, LMO1 i BARD1 β. Els fetus amb aneuploïdia acostumen a desenvolupar neuroblastomes d'aparició primerenca i molt aggresius.
Les anomalies, siguin mutacions o amplificacions, en el gen BARD1 i en el gen que codifica el receptor tirosina-cinasa ALK (Anaplastic Lymphoma Kinase) s'associen amb el desenvolupament de neuroblastomes d'alt risc. Per mitjà de tècniques d'hibridació in situ per fluorescència s'ha posat de manifest que un 25 per cent de tots els neuroblastomes mostra una sobreexpressió de l'oncogen MYCN, fet que es correlaciona amb una alta agressivitat i un mal pronòstic, particularment quan està associada de forma sinèrgica a l'expressió de l'oncogen LMO1.
L'existència d'una deleció 11q s'associa també amb un curs advers de la malaltia. Per contra, una alta expressió de la TrkA (un membre de la família dels receptors de la neurotrofina) es indicativa d'un comportament biològic tumoral favorable.
Es creu que canvis aberrants en certs microARNs contribueixen significativament a la patogènesi, heterogeneïtat molecular i resistència al tractament dels NBs.

## Tipus
El neuroblastoma es divideix al seu torn en dos tipus de tumor:
- El ganglioneuroma, que pot créixer però no es dissemina.[29] S'ha descrit algun cas de tumor suprarenal mixt feocromocitoma-ganglioneuroma[30] i de ganglioneuroma coroïdal en persones amb NF1.[31] Pocs ganglioneuromes s'originen a la medul·la adrenal,[32] encara que el seu diagnòstic fortuït ha augmentat amb la generalització de la pràctica de proves d'imatge.[33] Escasses vegades, els ganglioneuromes adrenals formen part d'una neoplàsia endocrina múltiple tipus II.[34] L'aparició d'un ganglioneuroma paratesticular molts anys després del desenvolupament simultani d'un ganglioneuroma adrenal i un carcinoma papil·lar de tiroide[35] i la coexistència sincrònica ipsilateral d'un ganglioneuroma adrenal i d'un ganglioneuroma retroperitoneal en un mateix individu són fets excepcionals.[36]
- El ganglioneuroblastoma, que pot créixer i pot disseminar-se.[37] Té dos subtipus histològics principals: entremesclat i nodular.[38] Gairebé sempre afecta a nens d'entre 2 i 4 anys, ambdós sexes per igual. Inusualment, apareix en adolescents o adults.[39] Els ganglioneuroblastomes localitzats a la base del crani[40] o a l'espai posterior de la faringe[41] són molt poc comuns.

El neuroblastoma olfactori o estesioneuroblastoma és un rar càncer de la cavitat nasal i dels sins paranasals o esfenoïdals amb un comportament biològic força divers, que s'origina en les cèl·lules mare neuroectodèrmiques de l'epiteli olfactiu. Pot ser una infreqüent causa tumoral de proptosi ocular, d'invasió de les vies òptiques i de l'hipotàlem i de síndrome de secreció inadequada d'hormona antidiürètica simptomàtica. És una entitat clínica diferent al neuroblastoma, no forma part de les neoplàsies del sistema nerviós simpàtic i té unes característiques histològiques molt distintives. Per això, malgrat la similitud entre ambdues denominacions, no s'han de confondre nosològicament.
La primera classificació del neuroblastoma d'acord als seus criteris de risc va ser proposada a principis dels anys 70 i de llavors ençà ha evolucionat molt. Avui dia, segons els diferents trets clínics, anatomopatològics i biològics, que presenten els neuroblastomes estan categoritzats en sis estadis acceptats internacionalment: 1, 2A, 2B, 3, 4 i 4S.

## Epidemiologia
La seva incidència aproximada és d'un cas/8.000 naixements i la mitjana d'edat en el moment del diagnòstic és de 19 mesos. A Espanya, és de 14,9 casos/1.000.000 nens d'entre 0 i 14 anys. Generalment es presenta en nens menors de 5 anys com una massa intrabdominal. Rares vegades es veu en nens més grans o en adolescents.
Si bé la majoria dels casos de neuroblastoma són esporàdics, un 1-2 per cent d'ells tenen caràcter familiar. El risc de desenvolupament de la malaltia en futurs germans d'un nen amb neuroblastoma és, però, molt baix.
Ocasionalment, els NBs apareixen en el context d'una síndrome de Beckwith-Wiedemann, d'una síndrome de Sotos, d'una síndrome d'hipoventilació central/malaltia de Hirschsprung, d'una síndrome de Kinsbourne, d'una síndrome de Noonan o d'una neurofibromatosi tipus I (NF1). Poden presentar-se associats a una púrpura de Henoch-Schönlein, tot i ser aquest un fenomen clínic molt inhabitual.
Els neuroblastomes en adults són molt infreqüents (1/10 milions adults/any), independentment de la seva localització. Tenen característiques biològiques diferents a les dels neuroblastomes que apareixen en nens i adolescents i mostren una major quantitat de mutacions somàtiques. Aquests casos acostumen a ser diagnosticats en un estadi avençat i tenen un alt índex de recidives.

## Clínica
Aproximadament dues terceres parts dels neuroblastomes sorgeixen en la glàndula suprarenal (que es troba en la part superior dels ronyons) o en les cèl·lules nervioses dels ganglis de la cadena simpàtica paraespinal (a prop de la medul·la espinal) que són les responsables de controlar el ritme cardíac, la pressió arterial i la digestió. Quan els neuroblastomes són paraespinals poden desplaçar o envair la medul·la o les arrels nervioses que surten d'aquesta, provocant una síndrome de compressió medul·lar de característiques clíniques molt diverses. Amb certa freqüència, els neuroblastomes tenen una aparença radiològica molt semblant a la dels nefroblastomes. La resta d'aquests tumors solen presentar-se en el tòrax, el coll o la pelvis. Poques vegades, es generen a la bufeta urinària o als testicles.
En el moment del diagnòstic, molts dels neuroblastomes estan disseminats (metàstasi) als ganglis limfàtics, el fetge, els ossos, la medul·la òssia o a d'altres òrgans. Eventualment, aquests tumors metastatitzen la regió orbitària i poden causar una pèrdua de visió sobtada o presentar clínicament un aspecte similar al de la paràlisi de Bell. Les manifestacions oculars més comunes del neuroblastoma orbital metastàtic són la proptosi, la síndrome de Horner i l'opsoclònia (moviments de l'ull d'amplitud variable, ràpids, involuntaris i clònics). De forma excepcional, la primera manifestació d'un neuroblastoma primari és una retinopatia hipertensiva.

## Pronòstic
La seva prognosi depèn de diversos factors: grau de diferenciació histològica, alt o baix contingut d'ADN, nombre i característiques dels protooncogens presents en ells, capacitat de sintetitzar catecolamines o no i nivells en sang de diversos biomarcadors inflamatoris.
S'han descrit diversos casos de remissió espontània de neuroblastomes, alguns d'ells en un estadi evolutiu avençat o congènits d'alt grau. Els mecanismes que indueixen aquest fet són, ara per ara, poc coneguts, però hi ha evidències que fan pensar que una determinada combinació de factors (manca de neurotrofines, disminució de l'activitat de la telomerasa, canvis de la immunitat humoral o cel·lular i alteracions de la regulació epigenètica) podria ser la seva causa.
Malgrat els avenços terapèutics, a hores d'ara la taxa de supervivència a cinc anys del neuroblastoma és d'un 40 per cent. El risc d'aparició d'una neoplàsia secundària, predominantment leucèmia mieloide aguda, en els individus supervivents és considerable. Investigadors xinesos han desenvolupat un nomograma específic que ajuda a predir la supervivència general dels pacients amb neuroblastoma.

## Tractament
El tractament consisteix en cirurgia i, habitualment, la quimioteràpia més adequada en funció del tipus de tumor. No és rar que aquests tumors siguin tributaris d'una combinació de procediments, incloent els fàrmacs immunomoduladors. Les recidives tardanes dels neuroblastomes infantils després de ser intervinguts quirúrgicament són molt escasses. La radioteràpia de protons és una tècnica molt prometedora per tractar els neuroblastomes pediàtrics considerats d'alt risc, ja que té una precisió molt elevada que redueix de forma significativa els danys en els teixits adjacents al tumor.
L'aplicació de teràpies gèniques en el tractament dels tumors neuroblàstics es troba encara en fase de recerca. El dinutuximab és un anticòs monoclonal quimèric murí/humà que ha estat dissenyat específicament per unir-se al gangliòsid GD2 i que s'utilitza de manera eficaç i segura, generalment combinat amb altres compostos antitumorals, per tractar neuroblastomes d'alt risc.